# Валентина
Валенти́на — женское имя (от лат. valens — «сильная», «здоровая»), производное от мужского имени Валентин.

## Производные формы
Валентинка, Валя, Валёна, Валюня, Валюся, Валюха, Валюша, Вака, Тина.

## Именины
Православные:
- 10 (23) февраля — мученица Валентина Кесарийская (Палестинская), дева.
- 16 (29) июля — мученица Валентина (известна также под именем Алевтина).
- 10 ноября[1].

Католические:
- 25 июля — мученица Валентина Палестинская, дева[3].